# Helmecke
Helmecke (szlovákul: Chlmec) község Szlovákiában, az Eperjesi kerület Homonnai járásában.

## Fekvése
Homonnától 6 km-re délkeletre, a Vihorlát-hegység völgyében fekszik.

## Története
1451-ben említik először.
A 18. század végén Vályi András így ír róla: „HELMECZKE. Tót falu Zemplén Várm. földes Ura G. Vandernót Uraság, lakosai katolikusok, többen ó hitűek, fekszik ész. Homonnához 3/4, dél. Porukbához 2/4 órányira, határja három nyomásbéli, gabonát, és zabot középszerűen, árpát, és búzát pedig nem terem, erdője vagyon, legelője szűk, réttye kevés, piatzok Homonnán 1/4 órányira.”
Fényes Elek 1851-ben kiadott geográfiai szótárában így ír a faluról: „Helmeczke, tót-orosz f., Zemplén vmegyében, Perecse fil. 275 római, 104 g. kath., 15 zsidó lak. 396 hold szántófölddel. F. u. gr. Vandernath. Ut. p. Nagy-Mihály.”
Borovszky Samu monográfiasorozatának Zemplén vármegyét tárgyaló része szerint: „Helmeczke, laborczvölgyi kisközség 53 házzal és 331 tótajkú lakossal, kiknek nagyobb része róm. kath. vallású. Postája, távírója és vasúti állomása Homonna. Hajdan a homonnai uradalomhoz tartozott s a Homonnai Drugetheket uralta. Később azután a homonnai egyházé lett, majd a Szirmay s a gróf Van Dernáth családnak is volt benne része, most pedig a gróf Andrássy Géza birtoka. A hívek lelki szükségletére két kápolna szolgál. Az egyik a római, a másik a görög katholikusoké. Ide tartozik Kolovrát-major és Malom-puszta.”
1920 előtt Zemplén vármegye Homonnai járásához tartozott.

## Népessége
| Év:            | 1994. | 2004.   | 2014.   | 2024.   |
| -------------- | ----- | ------- | ------- | ------- |
| Emberek száma: | 545   | 564     | 568     | 589     |
| Eltérés:       |       | +3,48 % | +0,70 % | +3,69 % |

| Év:            | 2023. | 2024.   |
| -------------- | ----- | ------- |
| Emberek száma: | 584   | 589     |
| Eltérés:       |       | +0,85 % |

1910-ben 321, túlnyomórészt szlovák lakosa volt.
2001-ben 556 lakosából 546 szlovák volt.
2011-ben 559 lakosából 547 szlovák.